# Sollasella digitata
Sollasella digitata är en svampdjursart som beskrevs av Lendenfeld 1888. Sollasella digitata ingår i släktet Sollasella och familjen Sollasellidae. Inga underarter finns listade i Catalogue of Life.